# Yeongdong-gun
Yeongdong-gun (hangul 영동군, hanja 永同郡) är en landskommun (gun) i den sydkoreanska provinsen Norra Chungcheong. Folkmängden var 48 247 invånare i slutet av 2020.> 
Administrativ huvudort är köpingen  Yeongdong-eup med 21 354 invånare. Resten av kommunen är indelad i tio socknar:
Chupungnyeong-myeon,
Haksan-myeon,
Hwanggan-myeon,
Maegok-myeon,
Sangchon-myeon,
Simcheon-myeon,
Yanggang-myeon,
Yangsan-myeon,
Yeongdong-eup,
Yonghwa-myeon och
Yongsan-myeon.